# Parco nazionale di Yankari

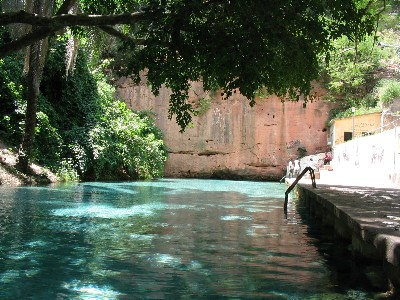
La sorgente termale di Wikki.

Il parco nazionale di Yankari è un parco nazionale della Nigeria orientale, situato nello stato di Bauchi.

## Storia
L'istituzione del parco risale al 1950. All'epoca, l'allora ministro nigeriano delle Risorse Naturali fece un viaggio in Sudan, nel corso del quale visitò la White Nile Game Reserve, osservando le sue mandrie di elefanti, antilopi e bufali; rimasto impressionato, decise di creare una serie di riserve faunistiche anche in Nigeria. Al suo ritorno scelse come luogo predestinato a diventare area protetta Yankari, già all'epoca una regione ricca di fauna selvatica. Tra il 1955 e il 1962, i cacciatori e gli agricoltori locali furono trasferiti fuori dalla zona, furono tracciate attraverso la foresta una serie di piste per i fuoristrada per consentire ai visitatori di spostarsi nel parco e venne costruito un campo base vicino alla sorgente termale di Wikki. Tuttavia, negli anni '70 e '80, il numero di animali selvatici si ridusse drasticamente a causa di un'epidemia di peste bovina e del bracconaggio, effettuato su ampia scala e ben organizzato, da parte dei pastori nomadi. Inoltre, le aggressioni dei leoni ai danni del bestiame scatenarono ritorsioni da parte dei pastori.

## Geografia
Considerato l'area protetta più famosa del paese per l'osservazione della fauna selvatica, ricevette lo status di parco nazionale nel 1991 e copre un'area di 2 244 km². La maggior parte del parco è costituita da colline ondulate ricoperte da savana alberata; attraverso la riserva scorrono due fiumi, uno perenne, il Gaji, e l'altro temporaneo, lo Yashi, che costituiscono la principale fonte idrica per gli animali selvatici. Al suo interno si trova la sorgente termale di Wikki, celebre meta turistica.

## Fauna
Dall'epoca dell'istituzione della riserva faunistica, nell'area si sono estinte localmente molte specie un tempo presenti, come il licaone (Lycaon pictus), il ghepardo (Acinonyx jubatus), la giraffa (Giraffa camelopardalis), il kob (Kobus kob), la gazzella dalla fronte rossa (Eudorcas rufifrons) e la redunca comune (Redunca redunca). Tuttavia, sono ancora presenti circa 500-600 elefanti (Loxodonta africana), circa 1 000-1 500 bufali (Syncerus caffer), l'antilope roana (Hippotragus equinus), l'eritrocebo (Erythrocebus patas), l'alcelafo occidentale (Alcelaphus buselaphus major), varie specie di cefalofi e circa 50 leoni (Panthera leo).
Il pitone di Seba (Python sebae), il coccodrillo del Nilo (Crocodylus niloticus) e il varano del Nilo (Varanus niloticus) sono piuttosto comuni, e nel fiume Gaji è presente un gruppo di ippopotami (Hippopotamus amphibius); babbuini (Papio anubis), facoceri (Phacochoerus africanus) e cobi (Kobus ellipsiprymnus) vengono regolarmente avvistati anche nel campo base. Yankari è un vero paradiso per gli amanti del birdwatching, con oltre 350 specie di uccelli registrate; di queste, 150 sono stanziali, come la mitteria del Senegal (Ephippiorhynchus senegalensis), i martin pescatore testagrigia (Halcyon leucocephala), bianconero (Ceryle rudis) e gigante (Megaceryle maxima), l'uccello martello (Scopus umbretta), l'ibis sacro (Threskiornis aethiopicus), il piapiac (Ptilostomus afer) e l'airone guardabuoi (Bubulcus ibis).